# Pedro Nazareno
Pedro Nazareno Canga (Machala, 30 de junio de 1992) es un futbolista ecuatoriano, su posición dentro del campo es Volante actualmente su club es el Club Social Deportivo Bolívar De la Segunda Categoría de Ecuador.

## Clubes
| Club              | País    | Año             |
| ----------------- | ------- | --------------- |
| Fuerza Amarilla   | Ecuador | 2004 - 2009     |
| Deportivo Cuenca  | Ecuador | 2009 - 2012     |
| Río Amarillo      | Ecuador | 2012 - 2012     |
| Deportivo Cuenca  | Ecuador | 2012 - 2015     |
| Deportivo Bolívar | Ecuador | 2015 - Presente |

- Datos: Q34675224